# Melchisedec Sikuli Paluku

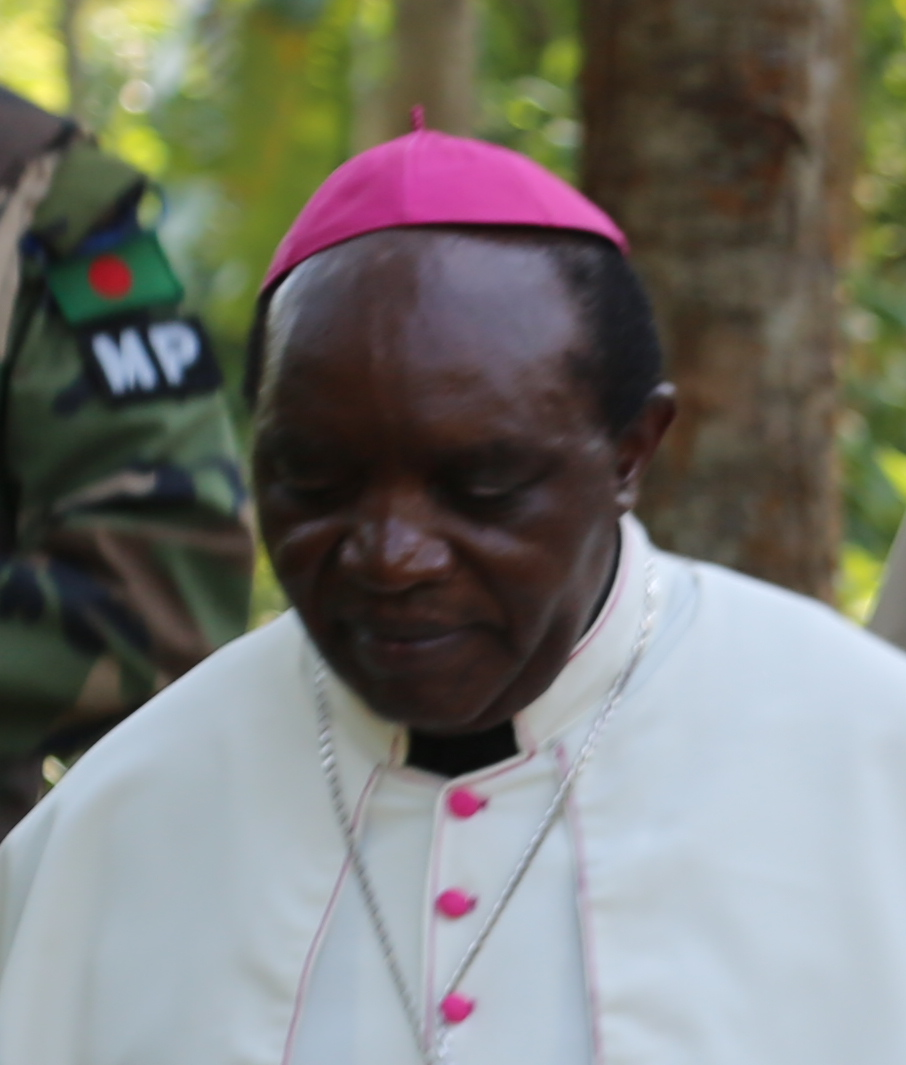
Melchisedec Sikuli Paluku

Melchisedec Sikuli Paluku (* 27. Januar 1952 in Lukanga, Demokratische Republik Kongo) ist Bischof von Butembo-Beni.

## Leben
Melchisedec Sikuli Paluku empfing am 21. August 1978 das Sakrament der Priesterweihe.
Am 3. April 1998 ernannte ihn Papst Johannes Paul II. zum Bischof von Butembo-Beni. Der emeritierte Präsident des Päpstlichen Rates für die Pastoral im Krankendienst, Fiorenzo Kardinal Angelini, spendete ihm am 2. August desselben Jahres die Bischofsweihe; Mitkonsekratoren waren der Erzbischof von Bukavu, Emmanuel Kataliko, und der Apostolische Nuntius in der Demokratischen Republik Kongo, Erzbischof Faustino Sainz Muñoz.